# Anomis apta
Anomis apta là một loài bướm đêm trong họ Erebidae.